# Patinatge de velocitat als Jocs Olímpics d'hivern de 1956 - 500 metres masculins
Als Jocs Olímpics d'Hivern de 1956 celebrats a la ciutat de Cortina d'Ampezzo (Itàlia) es disputà una prova de patinatge de velocitat sobre gel sobre una distància de 500 metres.
La competició se celebrà el dia 28 de gener de 1956 al llac Misurina, sobre gel natural.

## Comitès participants
Participaren 47 patinadors de velocitat de 17 comitès nacionals diferents.
| - Alemanya (1) - Austràlia (1) - Àustria (3) - Canadà (3) - Corea del Sud (3) - Estats Units (4) |  | - Finlàndia (4) - França (1) - Itàlia (2) - Japó (4) - Noruega (4) - Països Baixos (3) |  | - Regne Unit (3) - Suècia (4) - Suïssa (1) - Txecoslovàquia (3) - Unió Soviètica (4) |

## Resum de medalles
| Or              | Argent         | Bronze        |
| Yevgeny Grishin | Rafael Gratsch | Alv Gjestvang |

## Rècords
Rècords establerts anteriorment als Jocs Olímpics d'hivern de 1956.
| Rècord del món | 40.2 | Yevgeny Grishin | Cortina d'Ampezzo Llac Misurina (ITA) | 22 de gener de 1956 |
| Rècord olímpic | 43.1 | Finn Helgesen   | Sankt Moritz (SUI)                    | 31 de gener de 1948 |

1. ↑  El rècord va ser esatablert en altura (més de 1.000 metres sobre el nivell del mar) i sobre gel natural.

## Resultats
Yevgeny Grishin establí el rècord del món sis dies abans de la realització dels Jocs Olímpics en el mateix escenari. Al realitzar la prova en les olimpíades igualà el seu registre.
| Posició | Patinador            | Temps    |
| ------- | -------------------- | -------- |
| 1       | Yevgeny Grishin      | 40.2 =RM |
| 2       | Rafael Gratsch       | 40.8     |
| 3       | Alv Gjestvang        | 41.0     |
| 4       | Yuri Sergeev         | 41.1     |
| 5       | Toivo Salonen        | 41.7     |
| 6       | Bill Carow           | 41.8     |
| 7       | Colin Hickey         | 41.9     |
| 7       | Bengt Malmsten       | 41.9     |
| 9       | Matti Hamberg        | 42.2     |
| 9       | Juhani Järvinen      | 42.2     |
| 11      | Shinkichi Takemura   | 42.4     |
| 11      | Johnny Werket        | 42.4     |
| 13      | Finn Hodt            | 42.5     |
| 13      | Yrjö Uimonen         | 42.5     |
| 15      | Bertil Eng           | 42.6     |
| 16      | Sigmund Søfteland    | 42.7     |
| 17      | Hroar Elvenes        | 42.8     |
| 17      | Ken Henry            | 42.8     |
| 17      | Yoshitaki Hori       | 42.8     |
| 17      | Bohumil Jauris       | 42.8     |
| 21      | Johnny Cronshey      | 42.9     |
| 22      | Taketsugu Asazaka    | 43.1     |
| 22      | Guido Citterio       | 43.1     |
| 22      | Gerard Maarse        | 43.1     |
| 25      | Gordon Audley        | 43.2     |
| 25      | Raymond Gilloz       | 43.2     |
| 25      | Don McDermott        | 43.2     |
| 28      | Jang Yeong           | 43.5     |
| 28      | Vladimír Kolář       | 43.5     |
| 30      | Jaroslav Doubek      | 43.6     |
| 30      | Kiyotaka Takabayashi | 43.6     |
| 32      | Franz Offenberger    | 43.8     |
| 33      | Guido Caroli         | 43.9     |
| 34      | Jo Yun-Sik           | 44.0     |
| 34      | Helmut Kuhnert       | 44.0     |
| 36      | Ralf Olin            | 44.1     |
| 37      | Ernst Biel           | 44.2     |
| 37      | Kees Broekman        | 44.2     |
| 37      | Sigvard Ericsson     | 44.2     |
| 40      | Erich Kull           | 44.3     |
| 41      | Kurt Eminger         | 44.4     |
| 42      | Gunnar Ström         | 44.7     |
| 43      | Wim de Graaff        | 44.9     |
| 44      | Alex Connell         | 45.2     |
| 45      | John Hearn           | 45.9     |
| —       | Yuri Mikhaylov       | NF       |
| —       | Johnny Sands         | NF       |

RM: rècord del món
NF: no finalitzà